# Pregrada

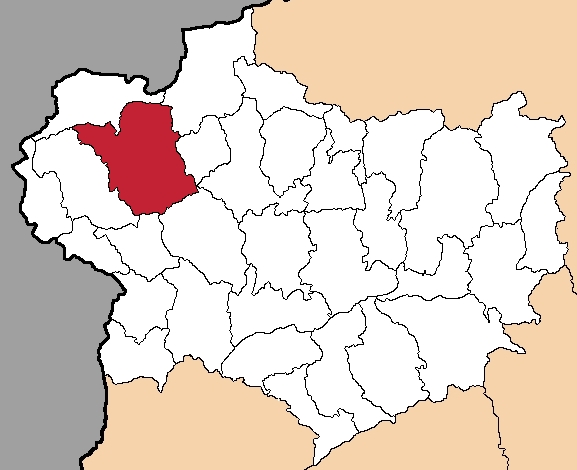
Lage der Stadt Pregrada in der Gespanschaft Krapina-Zagorje

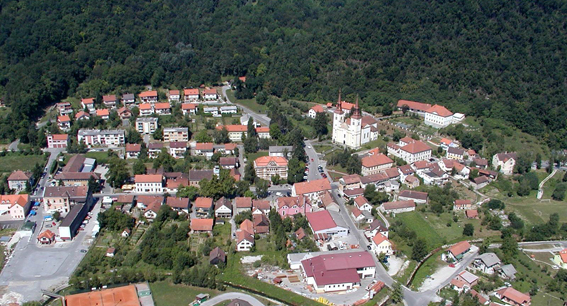
Ansicht der Stadt Pregrada

Pregrada ist eine Stadt in der Gespanschaft Krapina-Zagorje im Nordwesten Kroatiens. Neben dem gleichnamigen Hauptort umfasst die Gemeinde 25 weitere Siedlungen. Sie hat insgesamt 5867 Einwohner (2021), davon 4057 Einwohner im Hauptort.

## Geographie
Der Ort liegt etwa 13 km südöstlich von der kroatisch-slowenischen Grenze entfernt und etwa 66 km nordwestlich von der Hauptstadt Zagreb. Die ungarische Grenze erreicht man nördlich über Varaždin nach etwa 122 km.

## Politik

### Kommunalwahlen
Bei der Kommunalwahl vom 16. Mai 2021 waren 5.281 Bürgerinnen und Bürger in der Stadt Pregrada wahlberechtigt und aufgefordert den neuen Gemeinderat sowie den neuen Bürgermeister zu wählen, wovon 2344 Menschen ihr Wahlrecht nutzten. Dabei gab es insgesamt 2267 (96,72 %) gültige und 77 (3,28 %) ungültige Stimmen. Bei einer Wahlbeteiligung von 44,39 % kam es zu folgendem Ergebnis:
| Parteien und Wählergemeinschaften | Parteien und Wählergemeinschaften                                                   | % 2021  | Stimmen 2021 | Sitze 2021 |
| SDP / ZS                          | Socijaldemokratska partija Hrvatske / Zagorska stranka – Marko Vešligaj             | 67,44   | 1529         | 9          |
| HDZ / HSU                         | Hrvatska demokratska zajednica / Hrvatska stranka umirovljenika – Stjepan Hajdinjak | 17,29   | 392          | 2          |
| HSS - DHSS / HSP                  | Demokratski HSS / Hrvatska stranka prava – Goran Horvat                             | 8,38    | 190          | 1          |
| DP                                | Domovinski pokret – Vesna Liber                                                     | 6,88    | 156          | 1          |
| Gesamt                            | Gesamt                                                                              | 100     | 5281         | 13         |
| Wahlbeteiligung                   | Wahlbeteiligung                                                                     | 44,39 % | 44,39 %      | 44,39 %    |

### Bürgermeister
Bei der Wahl des Bürgermeisters im Mai 2021 waren die Einwohner in der Stadt Pregrada aufgerufen, ein neues Oberhaupt zu wählen. Der Amtsinhaber Marko Vešligaj  wurde für seine dritte Amtszeit mit 1.736 Stimmen (74,06 %) bestätigt.

## Bevölkerung
| Bevölkerungsentwicklung | Bevölkerungsentwicklung | Bevölkerungsentwicklung | Bevölkerungsentwicklung | Bevölkerungsentwicklung | Bevölkerungsentwicklung | Bevölkerungsentwicklung | Bevölkerungsentwicklung | Bevölkerungsentwicklung | Bevölkerungsentwicklung | Bevölkerungsentwicklung | Bevölkerungsentwicklung | Bevölkerungsentwicklung | Bevölkerungsentwicklung | Bevölkerungsentwicklung | Bevölkerungsentwicklung | Bevölkerungsentwicklung |
| ----------------------- | ----------------------- | ----------------------- | ----------------------- | ----------------------- | ----------------------- | ----------------------- | ----------------------- | ----------------------- | ----------------------- | ----------------------- | ----------------------- | ----------------------- | ----------------------- | ----------------------- | ----------------------- | ----------------------- |
| 1857                    | 1869                    | 1880                    | 1890                    | 1900                    | 1910                    | 1921                    | 1931                    | 1948                    | 1953                    | 1961                    | 1971                    | 1981                    | 1991                    | 2001                    | 2011                    | 2021                    |
| 7.826                   | 8.782                   | 9.636                   | 10.282                  | 10.733                  | 11.768                  | 10.933                  | 11.417                  | 11.878                  | 11.289                  | 10.077                  | 8.900                   | 8.047                   | 7.391                   | 7.165                   | 6.594                   | 5.867                   |

## Sehenswürdigkeiten
- Die größte Kirche aus dem 18. Jahrhundert im kroatischen Zagorje befindet sich auf dem Hauptplatz im Zentrum von Pregrada. Der Grundriss besteht aus einem von zwei Glockentürmen flankierten Eingangsbereich, einem ovalen Kirchenschiff mit flachen Seitenkapellen, einem rechteckigen, von einer schmalen Apsis abgeschlossenen Altarraum sowie einem Oratorium und einer Sakristei nördlich und südlich des Altarraums. Die äußere Ansicht des Bauwerks wird von einer konkaven Hauptfassade mit zwei seitlichen Glockentürmen und einem Mittelteil dominiert, der von einem dreieckigen Giebel gekrönt wird. Das spätbarocke, eingeschossige Pfarrhaus mit rechteckigem Grundriss und ausgeprägten Ausmaßen gehört zu der Pfarrkirche und wurde 1786 fertiggestellt.[6]
- Das Schloss Gorica wurde von der Adelsfamilie Keglević zum Ende des 16. und Beginn des 17. Jahrhunderts auf einem Hügel in der Nähe der Stadt errichtet. Bei dem Bauwerk handelt es sich um ein einstöckiges Gebäude in U-Form mit einem zylindrischen Eckturm sowie einem Innenhof mit Arkaden. Der Innenraum ist mit Tonnen- und Kreuzgewölben überwölbt und mit Möbeln aus der Zeit des Historismus und des Jugendstils ausgestattet. Das Obergeschoss wird über eine doppelläufige Treppe erschlossen und ist hofseitig als eigenständige Raumeinheit angebunden.[7]
- Das dreiflügelige Schloss Dubrava mit Innenhof wurde im Jahr 1622 ebenfalls von der Familie Keglević erbaut. Das Gebäude ist eingeschossig und der Hof ist hofseitig in der Mittelachse im Erdgeschoss und dem Obergeschoss durch Arkaden gegliedert. Ab dem 19. Jahrhundert wurde das Schloss mehrfach umgebaut. Heute ist die Anlage in einem sehr schlechten Zustand.[8]
- Auch das Schloss Bežanec wurde von der Familie Keglević in der ersten Hälfte des 18. Jahrhunderts erbaut. Im Laufe der Jahrhunderte wechselte das Objekt mehrmals seinen Besitzer. Das Bauwerk ist ein barock-klassizistischer einstöckiger Vierflügelbau mit einem rechteckigen Innenhof in der Mitte. Das Raumkonzept basiert auf einer Abfolge von Räumen entlang der äußeren Umfassungsmauern, gefolgt von Fluren, die zum Innenhof ausgerichtet sind. Die Korridore waren früher mit Arkaden versehen und aufgrund minderwertiger Eingriffe wurden die Arkadenöffnungen mit Fenster in unterschiedlichen Formen versehen.[9]

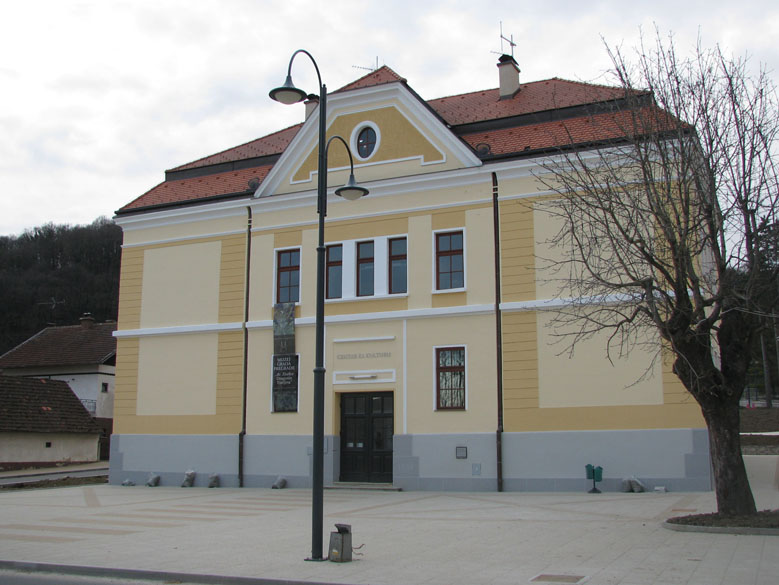
Alte Apotheke
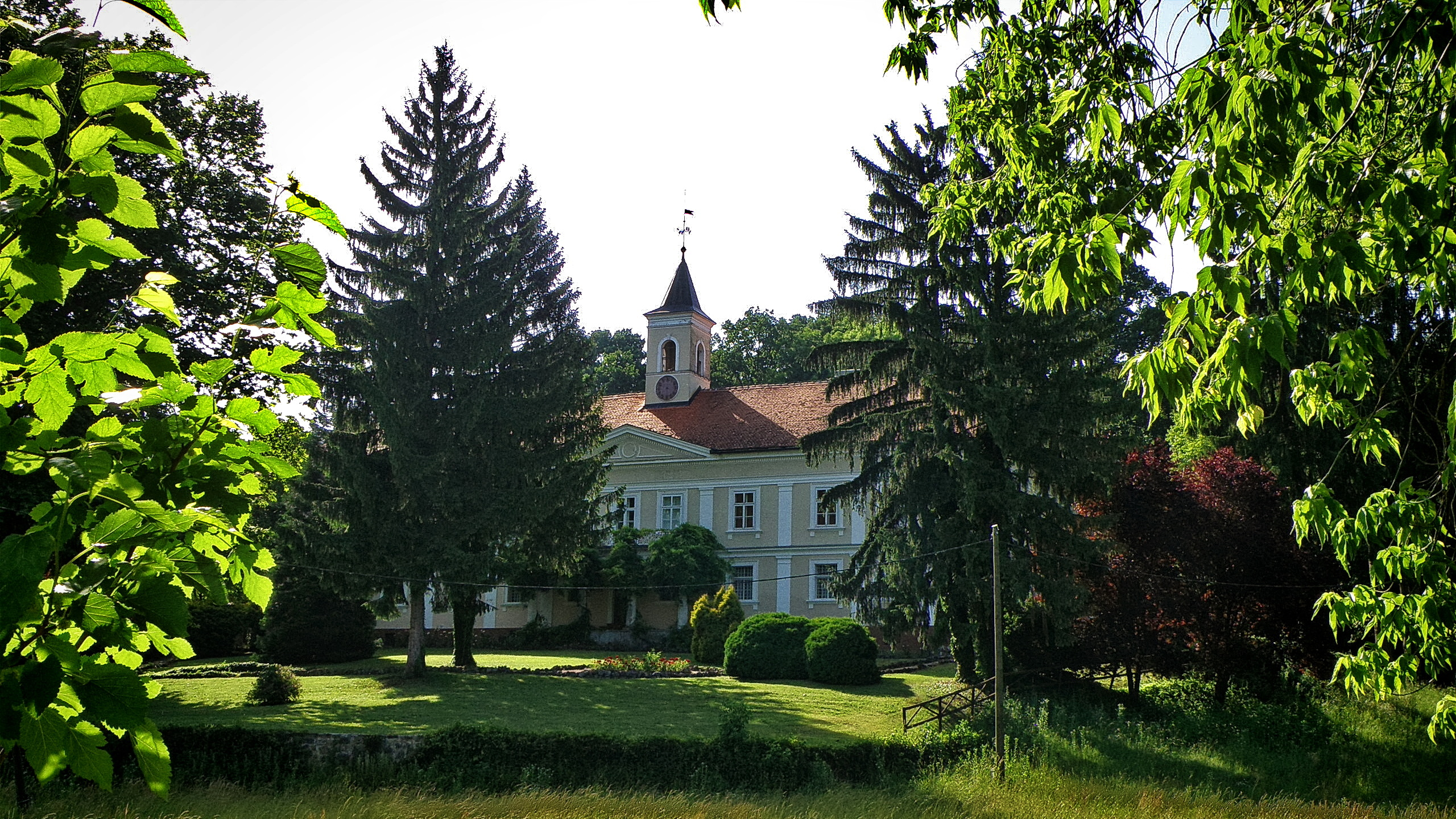
Schloss Bežanec
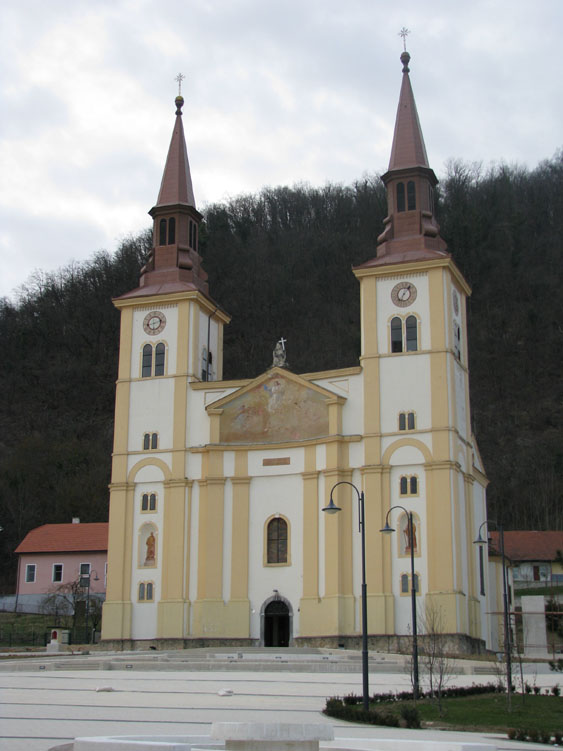
Pfarrkirche
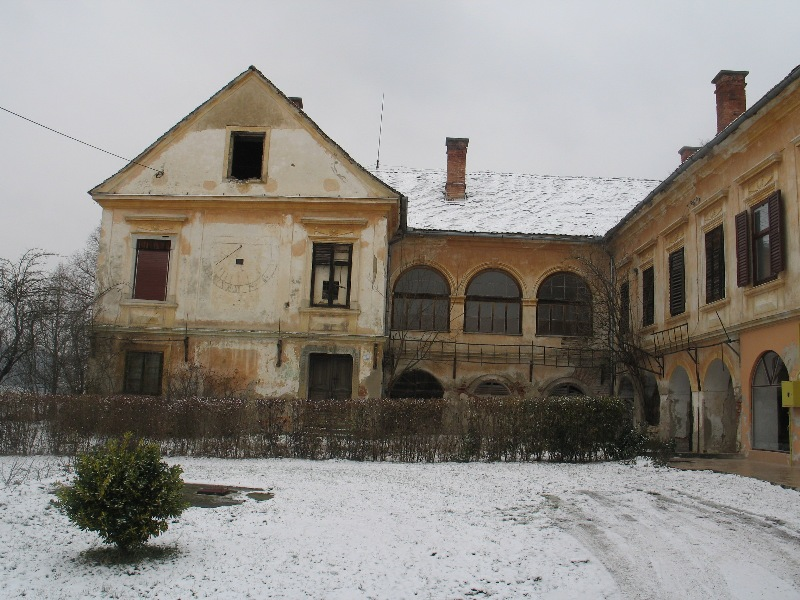
Schloss Dubrava
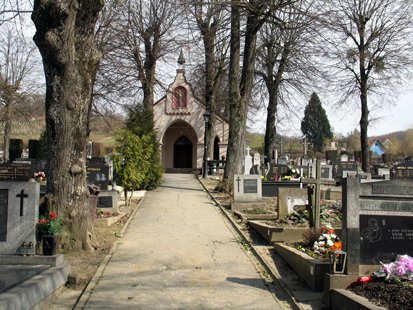
Kapelle auf dem Friedhof
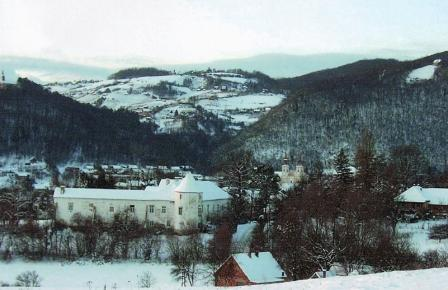
Schloss Gorica
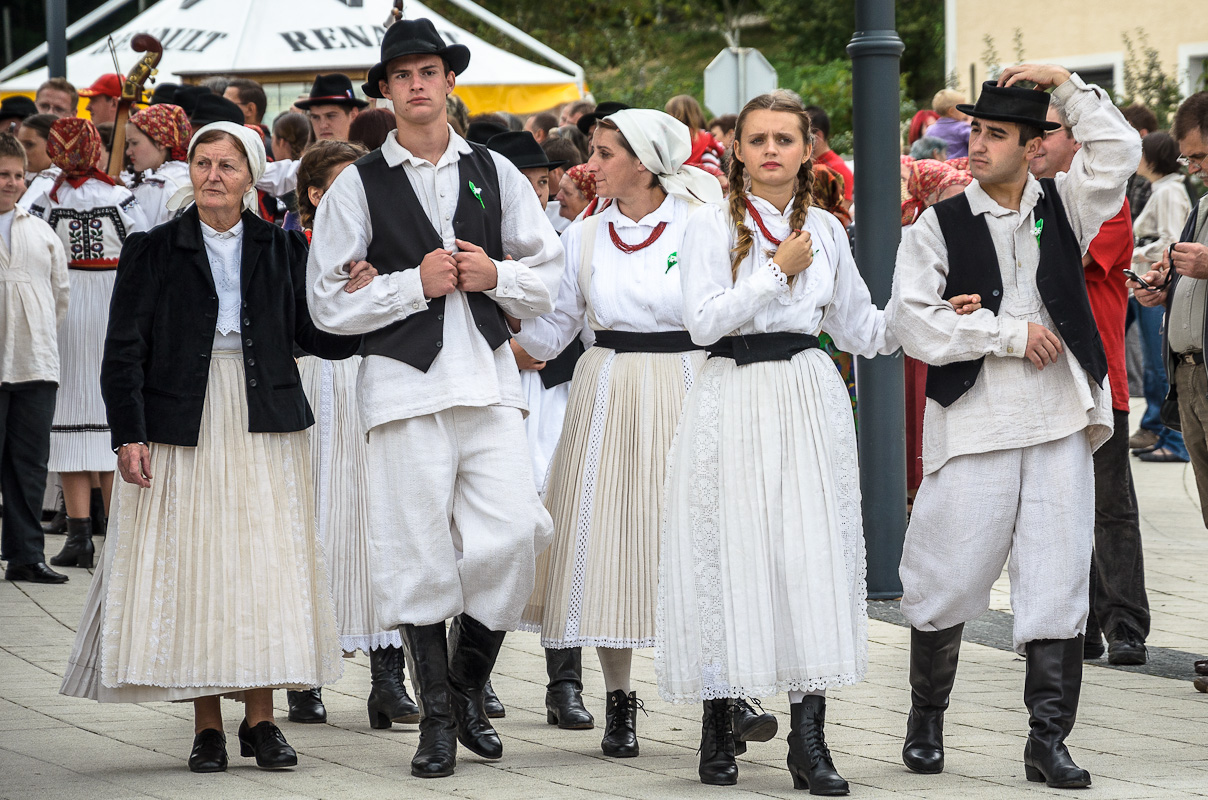
Traditionelle Trachten aus Pregrada
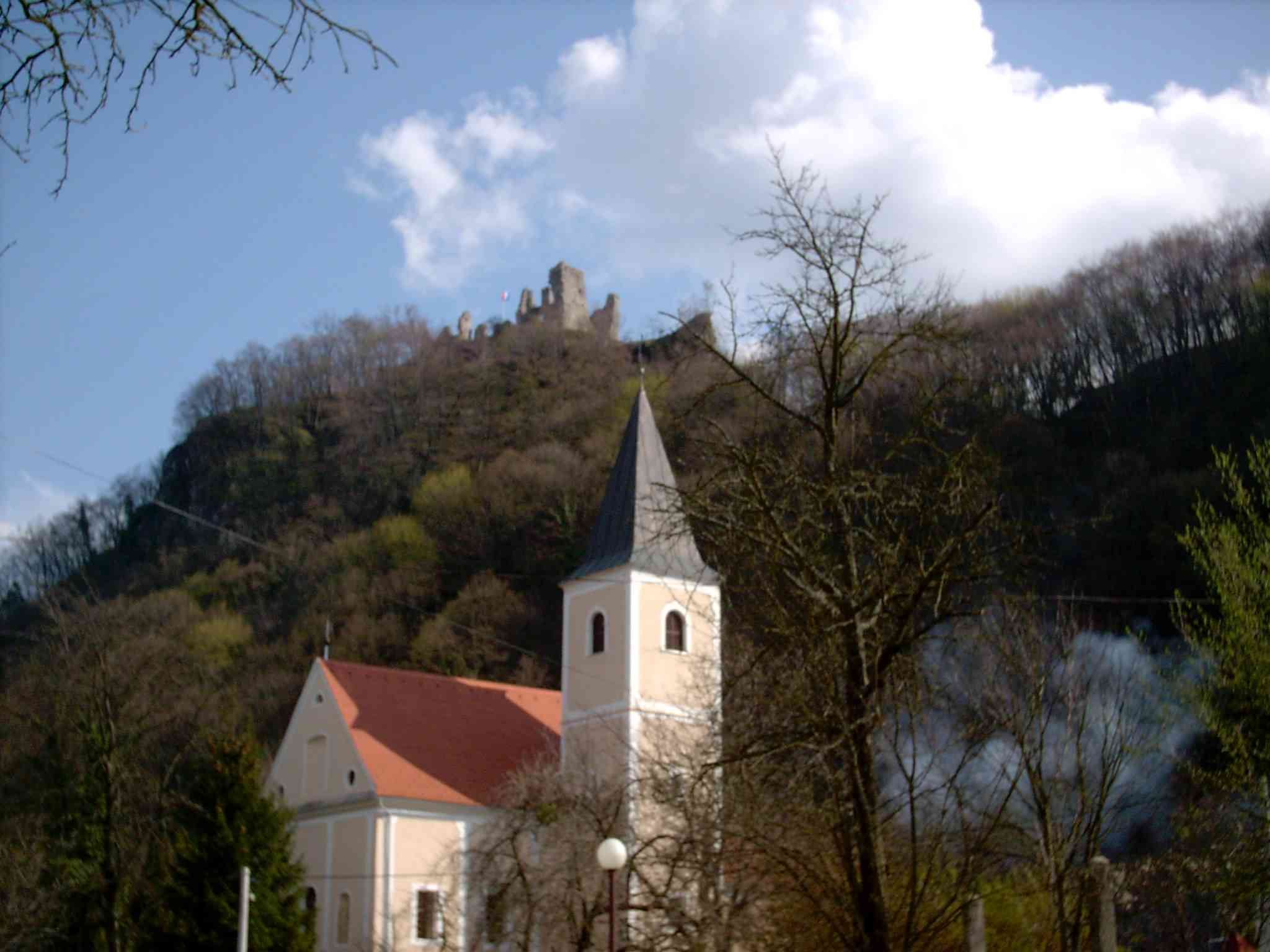
Ruine von Kostelgrad

- Die mittelalterliche Burgruine Kostelgrad liegt auf einem Berg oberhalb der Siedlung Kostel in der Nähe von Pregrada. Die Anlage wurde mit elliptischem Grundriss erbaut und besteht aus einem zweiflügeligen Gebäude, der von Innenhöfen und einer Wehrmauer mit drei kleinen Halbtürmen und einem Batterieturm umgeben ist. Die Burg wurde zum ersten Mal im Jahr 1330 erwähnt. Am Ende des 14. und Anfang des 15. Jahrhunderts gehörte sie Hermann II. von Celje und Georg von Brandenburg. Im Jahr 1523 kam der Besitz zur Adelsfamilie Keglević. Ab dem 18. Jahrhundert wurde die Burg aufgegeben und ihrem Verfall preisgegeben.[10]
- Die alt eingesessene Apotheke befindet sich im Zentrum von Pregrada und wurde im Jahr 1892 gegründet. Das einstöckige Gebäude mit zugehörigem Dachgeschoss wurde im Jugendstil erbaut. Die Fassade mit dem Haupteingang ist durch eine Bauskulptur dekorativ hervorgehoben und der zentrale Eingang hat einen halbrunden Abschluss und darüber, im ersten Stock, befindet sich ein kleiner Balkon. Das Erdgeschoss wird durch horizontale Streifen hervorgehoben, während die Fenster im ersten Stock rechteckig geformt und mit dekorativen Stuckleisten verziert sind. Die Holzmöbel in der Apotheke sind noch im Originalzustand.[11]